# گوتلیب ۳۴۷۵
سیارک ۳۴۷۵ (به انگلیسی: 3475 Fichte، نامگذاری:1972TD) سه هزار و چهارصد و هفتاد و پنجمین سیارک کشف شده‌است که در ۴ اکتبر ۱۹۷۲ کشف شد.
قدر مطلق سیارک برابر ۱۰٫۸۰ است.